# 코모로 컵
코모로 컵(Comoros Cup)은 1982년에 설립된 코모로 축구의 최고 녹아웃 축구 토너먼트이다. 

## 같이 보기
- 코모로 프리미어리그